# Nicolás Medforth-Mills
Nicolás Miguel Medforth-Mills de Rumania (Meyrin, Suiza; 1 de abril de 1985) anteriormente conocido como su alteza real, Príncipe Nicolás de Rumania, es el hijo mayor y único hijo varón de la Princesa Elena de Rumania y Robin Medforth-Mills. Como nieto del Rey Miguel I de Rumania, era el tercero en la línea de sucesión al extinto trono de Rumania según un nuevo estatuto familiar promulgado en 2007, que también le confería el título de "Príncipe de Rumania", que fue eliminado en 2015. La ley y los títulos que confiere no tienen rango en la ley de la república.  

## Primeros años de vida

### Nacimiento
Nicolás Medforth-Mills nació el 1 de abril de 1985 en el Hospital La Tour en Meyrin, Suiza, fue el primer hijo de la Princesa Elena de Rumania junto a su primer marido el funcionario y profesor británico Robin Medforth-Mills y segundo nieto del rey Miguel I de Rumania y su esposa la reina Ana de Borbón-Parma.
Fue bautizado en la fe ortodoxa, siendo sus padrinos su abuela la Reina Ana y su tía materna la Princesa Margarita de Rumania.  
Su hermana, Elisabeta-Karina, nació el 4 de enero de 1989.[cita requerida]

### Infancia
Hasta los cuatro años, Nicolás vivió con su hermana y sus padres en la residencia de la familia real rumana en Versoix, Suiza.La familia se mudó a Inglaterra en 1989, donde se establecieron en Flass Hall, Esh Winning en el condado de Durham.[cita requerida]
A los cinco años se unió a los Beaver Scouts. Durante su infancia, desarrolló un interés por los automóviles, mismo que compartía con su abuelo, el rey Miguel I. Las vacaciones en Versoix, Suiza, con sus abuelos maternos, Nicolás pasaba horas en el garaje de su abuelo, observándolo mantener su colección de Jeeps. Más tarde en una entrevista con el historiador Filip-Lucian Lorga, Nicolás recordaría el tiempo que pasó con el Miguel y cómo le habían permitido conducir uno de sus coches, un Ford que perteneció al general George S. Patton; el vehículo le fue regalado a su abuelo por el tío paterno de la reina Ana, el príncipe Félix de Borbón-Parma. También recordaría haber pasado tiempo con la reina Ana, donde mayormente solían pescar y jugar golf juntos.
Como descendiente de la reina Victoria del Reino Unido y el Rey Cristián IX de Dinamarca, se ha reunido periódicamente con muchos de sus parientes lejanos.

## Educación
Medforth-Mills asistió a la Argyle House School, Sunderland, Inglaterra, que dejaría en 1999 con 8 GCSE: Inglés, Literatura inglesa, matemáticas, ciencias (química, biología y física), francés, alemán, tecnología de la información y geografía. 
Antes de matricularse en la universidad tomó un "año sabático" de 5 años, donde:
- En 1999, se matriculó en Shiplake College, Henley-on-Thames, Inglaterra, de donde salió con 3 niveles A de Francés, Ciencias empresariales y Educación física.[10] Durante este tiempo también participó en el Premio Duque de Edimburgo.[11]

- En 2004, antes de matricularse en la universidad, Nicolás fue líder asistente de una expedición a Sudáfrica, Namibia, Botsuana y Zimbabue.
- En 2005 vivió en Kenia durante cuatro meses y se unió a una expedición a Madagascar.
- En 2006, trabajó en Kenia como entrenador de balsismo para el ejército británico.

## Actividades en Rumania
La primera aparición importante de Nicolás en Rumania fue el 19 de abril de 1992, día de Pascua, junto con sus abuelos, los reyes Miguel y Ana, su madre y padrastro, Alexander McAteel. 
Volvería una segunda vez en la Navidad de 1997, cuando toda la familia real pisó Rumania por primera vez después de casi cinco décadas de exilio. En 2002 visitó Rumania por tercera vez; alojándose en el Palacio de Elisabeta. Durante esta visita empezaría a plantearse su papel como miembro de la familia real, lo que sería una transformación fundamental para él. 
Desde principios de 2008, se ha involucrado cada vez más en la vida pública de Rumanía, participando, por ejemplo, en la gala de teatro UNITER de 2008  o en visitas por todo el país junto a su tía, la en ese momento, princesa heredera Margarita, y el marido de esta, Radu Duda .      

## Estatus real

### Príncipe de Rumania

Monograma real del príncipe Nicolás

En 1997, los monárquicos rumanos intentaron pedirle a Miguel que designara un presunto heredero varón de la Casa de Hohenzollern de acuerdo con las reglas establecidas por la última constitución real que se basaban en la Ley sálica y la primogenitura agnática; Finalmente, estos mismos, llegaron a un compromiso pidiendo que designara como heredero presunto en lugar de una mujer, a Nicolás. Pero bajo la influencia de la reina Ana, Miguel rechazó la petición de los monárquicos, designando a la princesa Margarita como heredera presunta en conformidad con la Convención Europea de Derechos Humanos, a finales de 1997. Lo que significaba que Nicolás sólo conseguiría la jefatura de la familia real tras la muerte del rey Miguel, la princesa heredera Margarita y su madre la princesa Elena. 
En 2005, su abuelo le reveló que podría elegir tener la oportunidad de convertirse en "Príncipe de Rumania", lo que significaría asumir responsabilidades de manera más consciente y comenzar a trabajar para el país.
El 30 de diciembre de 2007, la oficina de prensa del rey Miguel anunció que Nicolás Medforth-Mills recibiría el título de "Príncipe de Rumania" con el tratamiento de "alteza real", que entraría en vigor el cumpleaños 25 de Nicolás. El 1 de abril de 2010,  en virtud de su nuevo título, se convirtió en miembro de la familia real rumana, siendo además, condecorado con la más alta de las condecoraciones reales de Rumania en ese momento, la Nihil Sine Deo.
En febrero de 2008, Nicolás declaró en una entrevista con el diario rumano Cotidianul, no negarse, si el pueblo rumano le pidiera que fuera su rey. 
En septiembre de 2012, después de sus estudios universitarios, se mudaría a Rumania para realizar más actividades públicas como miembro de la familia real.

### Eliminación de derechos de sucesión y título principesco
El 1 de agosto de 2015, Miguel de Rumania firmó un documento que retiraba el título de Príncipe de Rumania junto con el tratamiento de alteza real a nieto. Siendo también eliminado de la línea de sucesión, tal como la había definido su abuelo. “La familia real y la sociedad rumana de estos tiempos necesitarán un dirigente bajo el signo de la modestia, bien equilibrado, con firmes principios morales y que siempre piense en el servicio a los demás”, rezaba el decreto real, firmado por el ex monarca. Al emitir la declaración, el ex monarca expresó la esperanza de que "Nicolás encuentre en los próximos años una manera adecuada de servir a los ideales y utilizar las cualidades que Dios le ha dado". La madre de Nicolás, la princesa Elena, recibió una notificación de la decisión en una carta personal. La validez del documento ha sido cuestionada por Nicolás, quien afirmó que no había firma alguna de su abuelo. 
La medida sorprendió a los rumanos provocando especulaciones de que "un pariente celoso había tratado de sacar a Nicolás de la sucesión", haciendo alusiones a Radu Duda, marido de su tía la Princesa Margarita. La exclusión de Nicolás de la sucesión real se debió al nacimiento de una hija ilegítima, producto de una corta relación con Nicoleta Cîrjan. La niña de nombre, Iris Anna Cirjan, nació en 2016 en Brașov, y en un inicio no fue reconocida por el ex príncipe.
Ante esto, Nicolás emite un comunicado de prensa desde Londres el 18 de noviembre de 2017 sobre la infante. El segundo punto del comunicado de prensa afirma que al enterarse del embarazo, "regresé a Rumanía en noviembre de 2015 para resolver la situación con mi presunto hijo. Debido a la constante falta de cooperación de la madre de mi presunto hijo, La situación no está clara hasta el momento, no hay pruebas médicas que respalden las acusaciones de la madre, por lo que cualquier acusación relacionada con este tema es infundada". El 27 de mayo de 2019, revela, por medio de una publicación de Facebook, que las pruebas de paternidad habían confirmado que la hija ilegítima si es suya y que asumiría la responsabilidad legal por ella.   

### Acusación de agresión
El 8 de noviembre de 2017, durante la enfermedad de Miguel, la Casa Real rumana presentó formalmente una denuncia ante la policía suiza alegando que Nicolás intentó entrar por la fuerza en la casa de su abuelo. Manifestando que Nicolás "agredió física y verbalmente" a tres miembros del personal, mientras acusaba a familiares de intentar impedir que viera a su abuelo y desacreditar su nombre. El ex-rey moriría un mes después luego de ese altercado, el 5 de diciembre de 2017. Cinco años después, en octubre de 2021, el tribunal de Nyon absolvería a Nicolás de todos los cargos.

## Casamiento e Hijos
Nicolás se unió por matrimonio civil en Henley-on-Thames el 6 de octubre de 2017 con la periodista rumana Alina-Maria Binder (nacida en Constanța el 26 de enero de 1988).  Un año después, 30 de septiembre de 2018, la pareja se casó religiosamente en la iglesia de San Elías en Sinaia, transmitiéndose la boda en vivo por Facebook. Su hermana Elisabeta-Karina fue la única de su familia en asistir, quien además hizo de dama de honor. La recepción de la boda tuvo lugar en el Casino Sinaia (siendo alrededor de 200 invitados), donde la pareja se dejaría ver saludando y recibiendo ovaciones desde el balcón a una gran cantidad de rumanos. 
Además de su hija con Nicoleta Cîrjan. Nicolás tiene dos hijos de su matrimonio con Alina-María Binder.  
- Iris Anna Cîrjan (nacida el 9 de febrero de 2016).
- María Alexandra Medforth-Mills (nacida el 7 de noviembre de 2020).
- Miguel Medforth-Mills (nacido el 15 de abril de 2022).

## Honores
- Rumania: Casa de Rumania: Caballero Gran Cruz de la Orden de la Corona.[30] [31] [32] [33]
- Rumania: Casa de Rumania: Caballero de la Condecoración del Custodio de la Corona Rumana, 1.a Clase. [34]
- Rumania: Casa de Rumania: Caballero de la Condecoración de Nihil Sine Deo.[35] [36] [37]